# Арионештиј Веки (Прахова)
Арионештиј Веки (рум. Arioneștii Vechi) насеље је у Румунији у округу Прахова у општини Урлаци. Oпштина се налази на надморској висини од 142 m.

## Становништво
Према подацима из 2002. године у насељу је живело 411 становника, од којих су сви румунске националности.